# ديفيد إيشي
ديفيد إيشي (بالإنجليزية: David Ishii)‏ هو لاعب غولف أمريكي، ولد في 26 يوليو 1955 في كاواي في الولايات المتحدة.

## وصلات خارجية
- ديفيد إيشي على موقع رابطة لاعبي الغولف المحترفين (الإنجليزية)
- ديفيد إيشي على موقع رابطة اليابان للاعبي الغولف المحترفين (الإنجليزية)
- ديفيد إيشي على موقع التصنيف العالمي الرسمي للغولف (الإنجليزية)
- ديفيد إيشي على موقع قاعة هاواي للمشاهير الرياضية (مؤرشف) (الإنجليزية)